# Кортодеры
Кортодеры (лат. Cortodera) — род жуков из подсемейства усачики семейства жуков-усачей.

## Описание
Глаза не выемчатые или едва выемчатые. Переднеспинка не длиннее или лишь слегка длиннее своей ширины, с перетяжкой перед основанием. Третий сегмент задней лапки шире первого или второго сегментов. Лобный шов прямой. Личинки развиваются на корнях травянистых растений. Жуки встречаются цветках. У некоторых предполагается партеногенетическое размножение.

## Систематика
В мировой фауне около 30 видов, которые встречаются в основном в Средиземноморье
- Cortodera aestiva
- Cortodera alpina
- Cortodera analis
- Cortodera bivittata
- Cortodera ciliata
- Cortodera cirsii
- Cortodera colchica
- Cortodera femorata
- Cortodera flavimana
- Cortodera holosericea
- Cortodera humeralis
- Cortodera kaphanica
- Cortodera khatchikovi
- Cortodera kiesenwetteri
- Cortodera kochi
- Cortodera kokpektensis
- Cortodera moldovana
- Cortodera omophloides
- Cortodera pseudomophlus
- Cortodera pumila
- Cortodera reitteri
- Cortodera rubripennis
- Cortodera ruthena
- Cortodera sibirica
- Cortodera steineri
- Cortodera syriaca
- Cortodera transcaspica
- Cortodera ussuriensis
- Cortodera villosa